# Église de Valjala
L'église de Valjala (estonien : Valjala kirik) est une église luthérienne située à Valjala dans l'île de Saaremaa en Estonie.

## Présentation
L'église est construite dans un style de transition du roman au gothique. 
L'église de Valjala était aussi une structure de défense.
L'église est entourée d'une clôture en pierre presque circulaire.

## Histoire
L'église a commencé à être construite à Valjala en 1227, lorsque les croisés ont vaincu la ville rurale de Valjala, qui était le dernier bastion des païens sur le territoire estonien. 
Le premier sanctuaire était petit et ressemblait à une chapelle : il se composait d'une salle carrée avec une abside semi-circulaire et d'une sacristie du côté sud. Dans le troisième quart du XIIIe siècle, l'édifice est transformé en église fortifiée. La partie inférieure des murs de l'église d'origine a été conservée à ce jour dans les murs du chœur et dans la sacristie.
Au XIVe siècle, à la place de l'abside semi-circulaire, une extrémité polygonale du chœur a été construite avec des formes gothiques tardives.
En 1922, la foudre frappa l'église et brûla la flèche baroque de la tour.

## Galerie

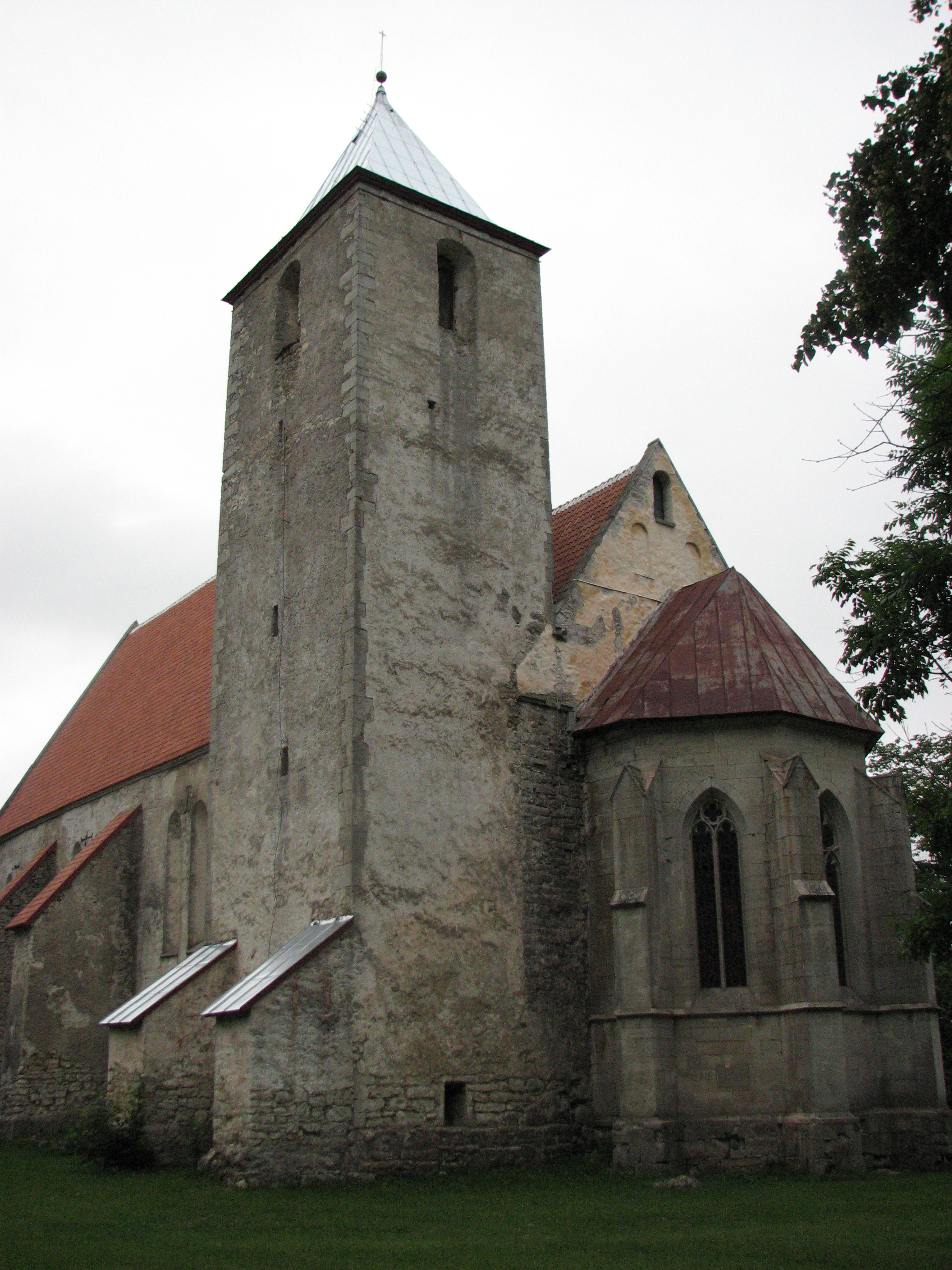
Vue du sud-est
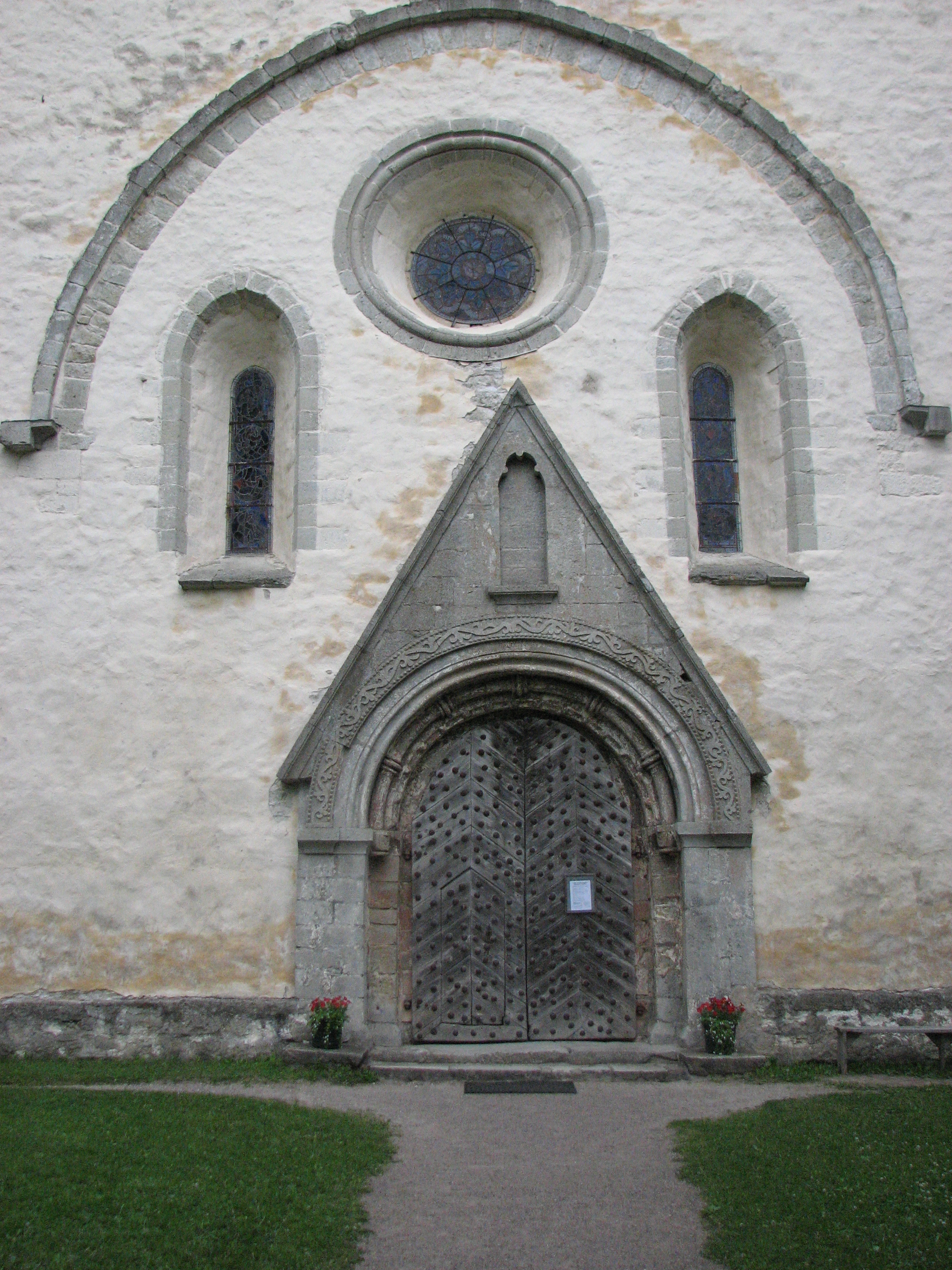
Portail
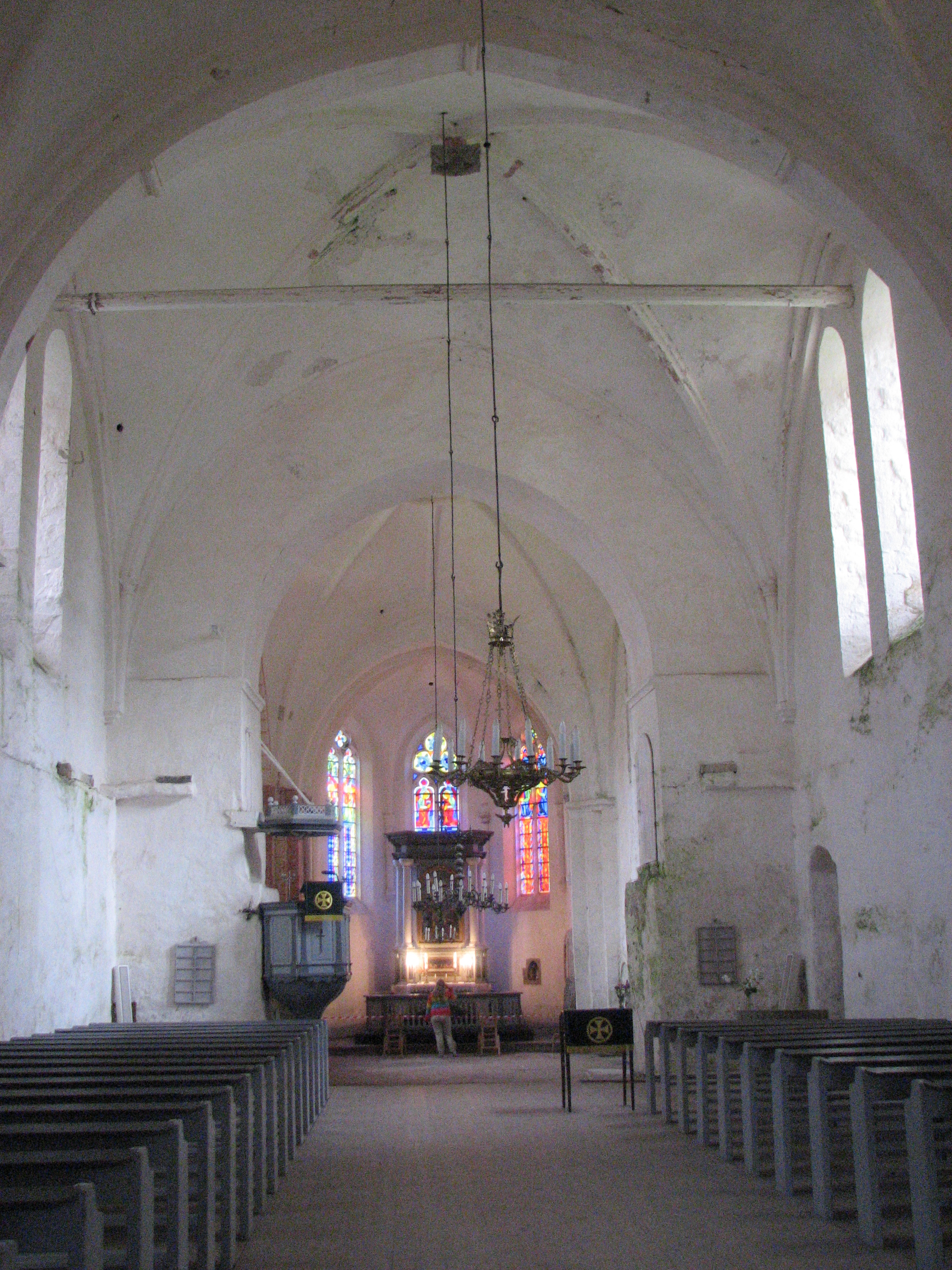
Vue vers l'autel.
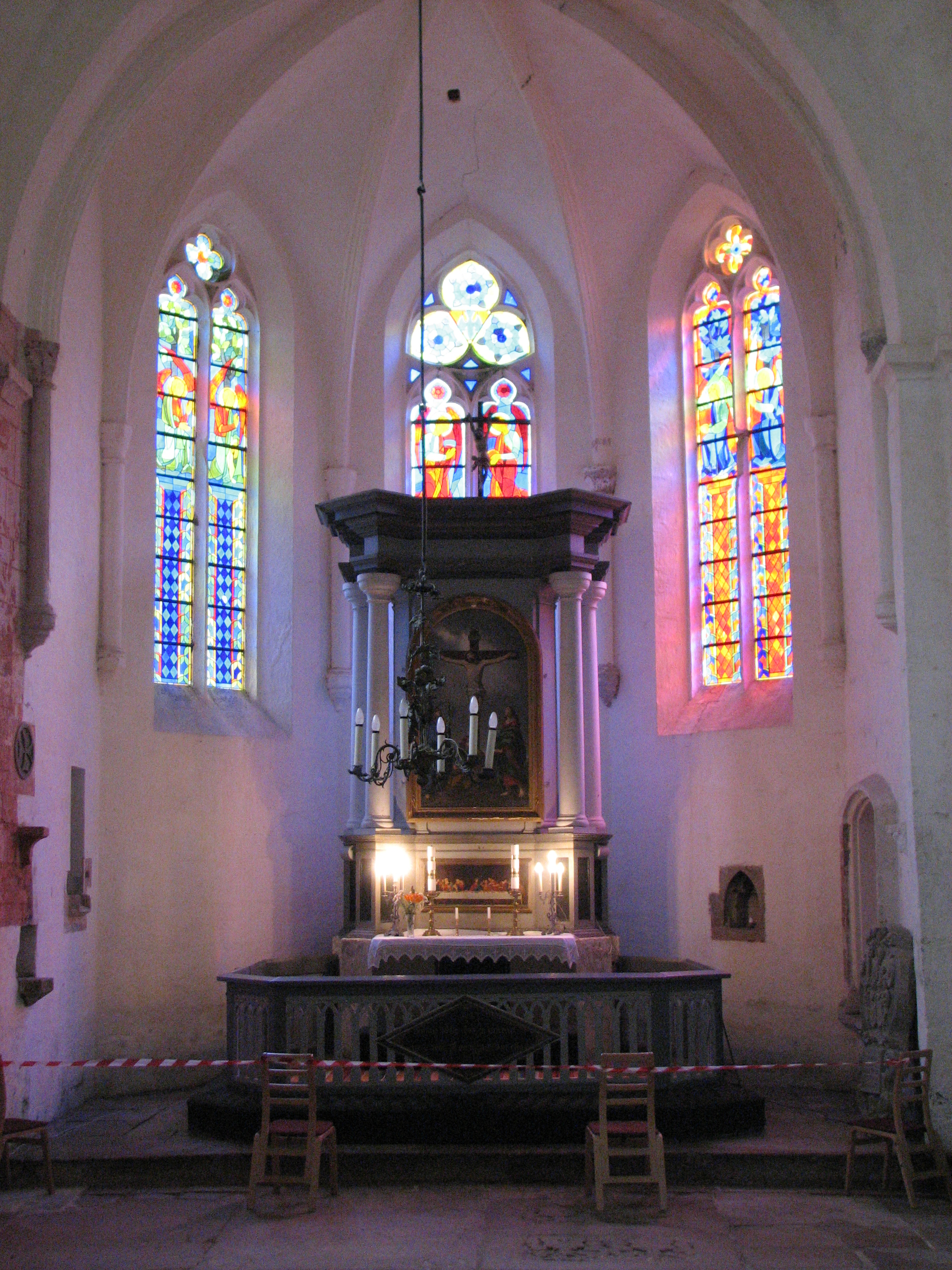
Autel.
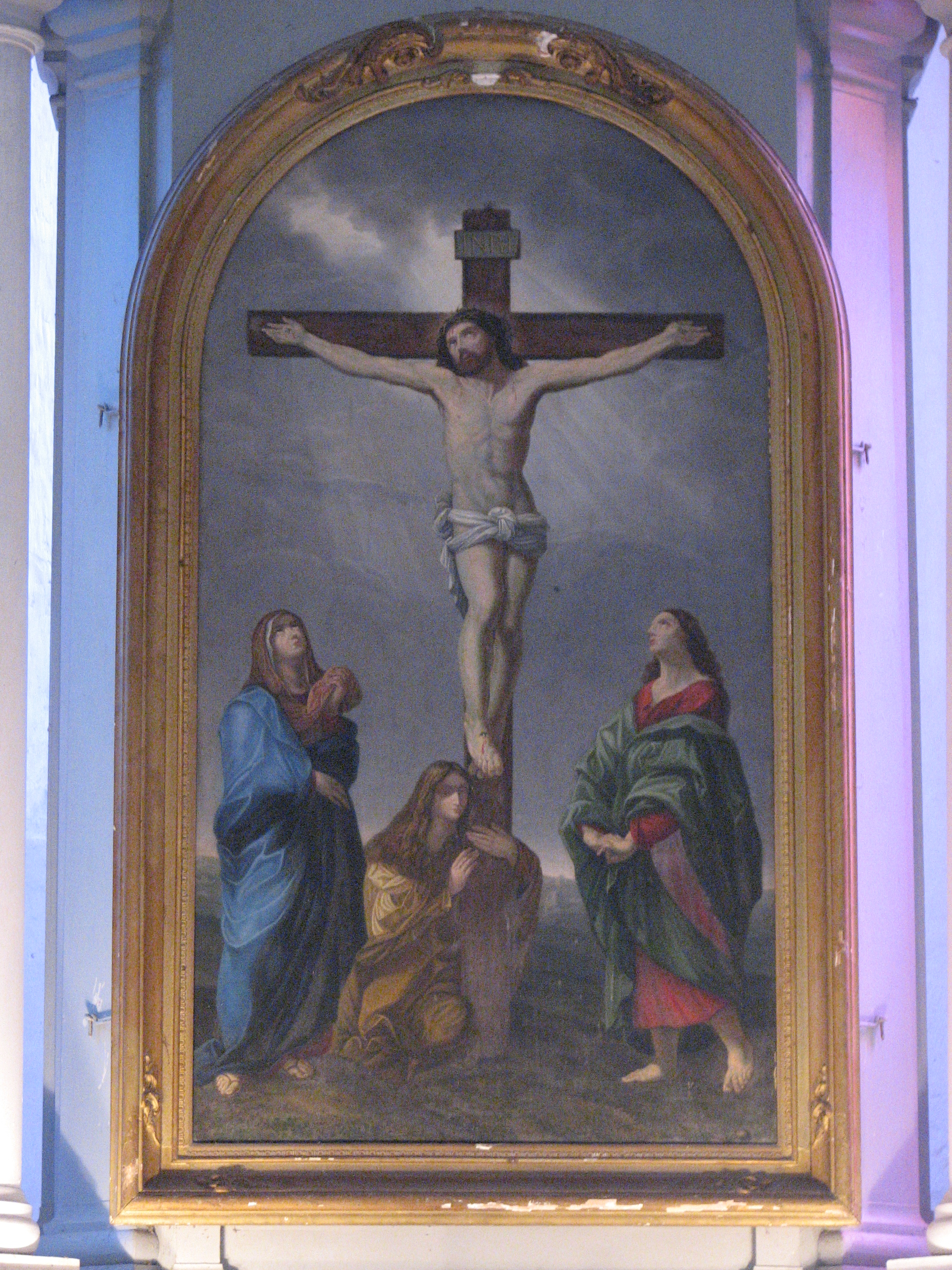
Retable.
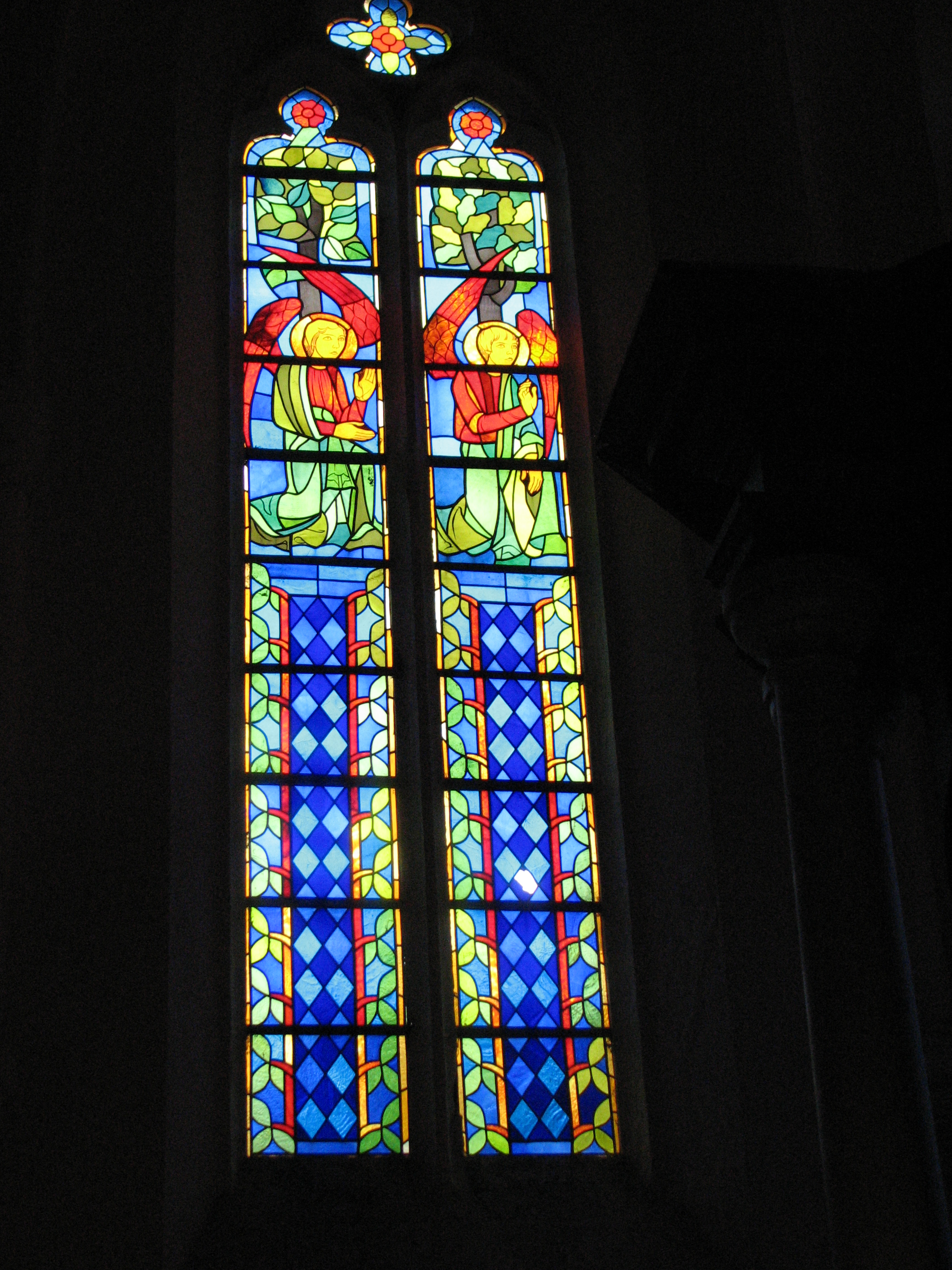
Vitraux à côté de l'autel
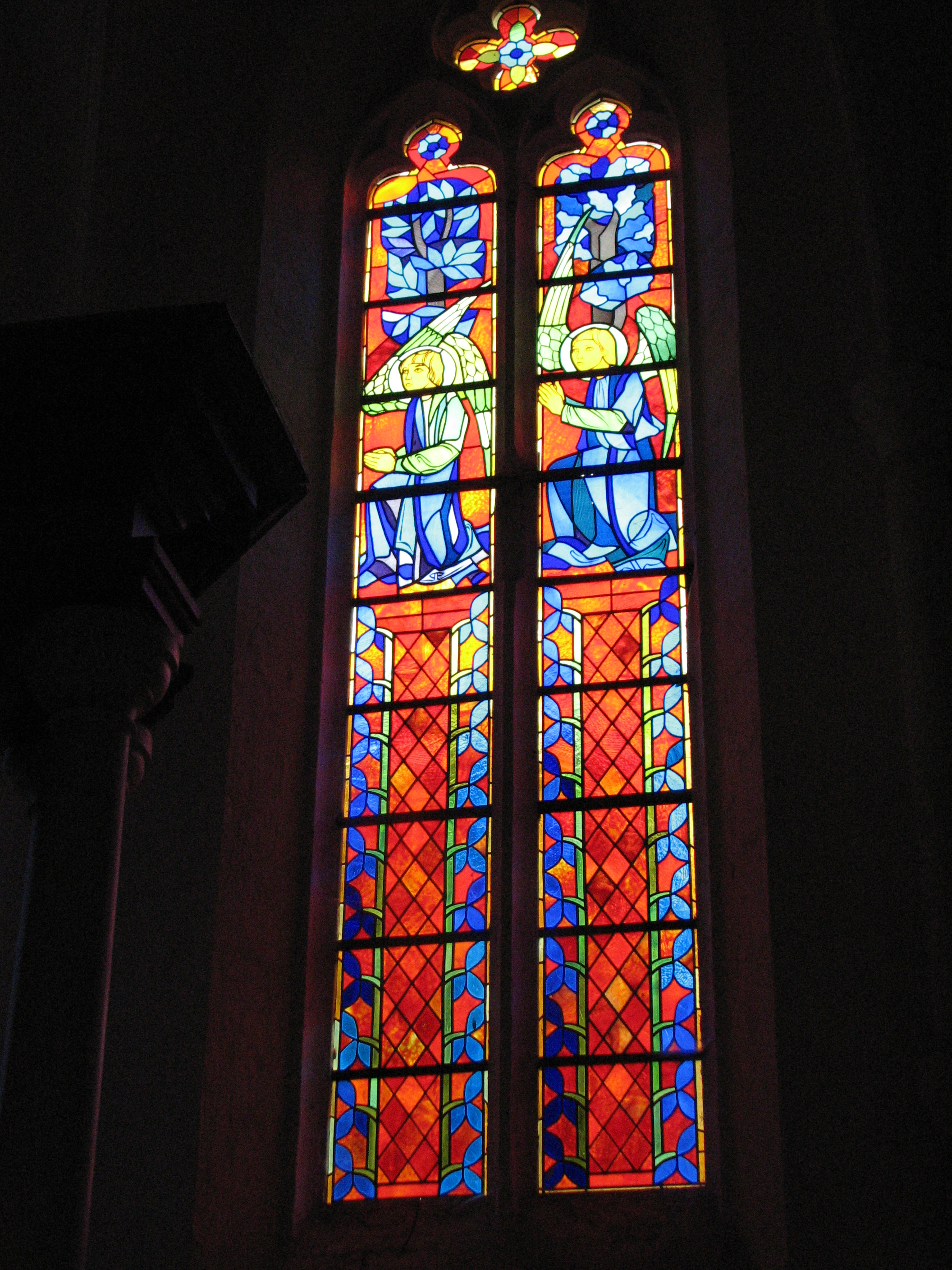
Vitraux à côté de l'autel
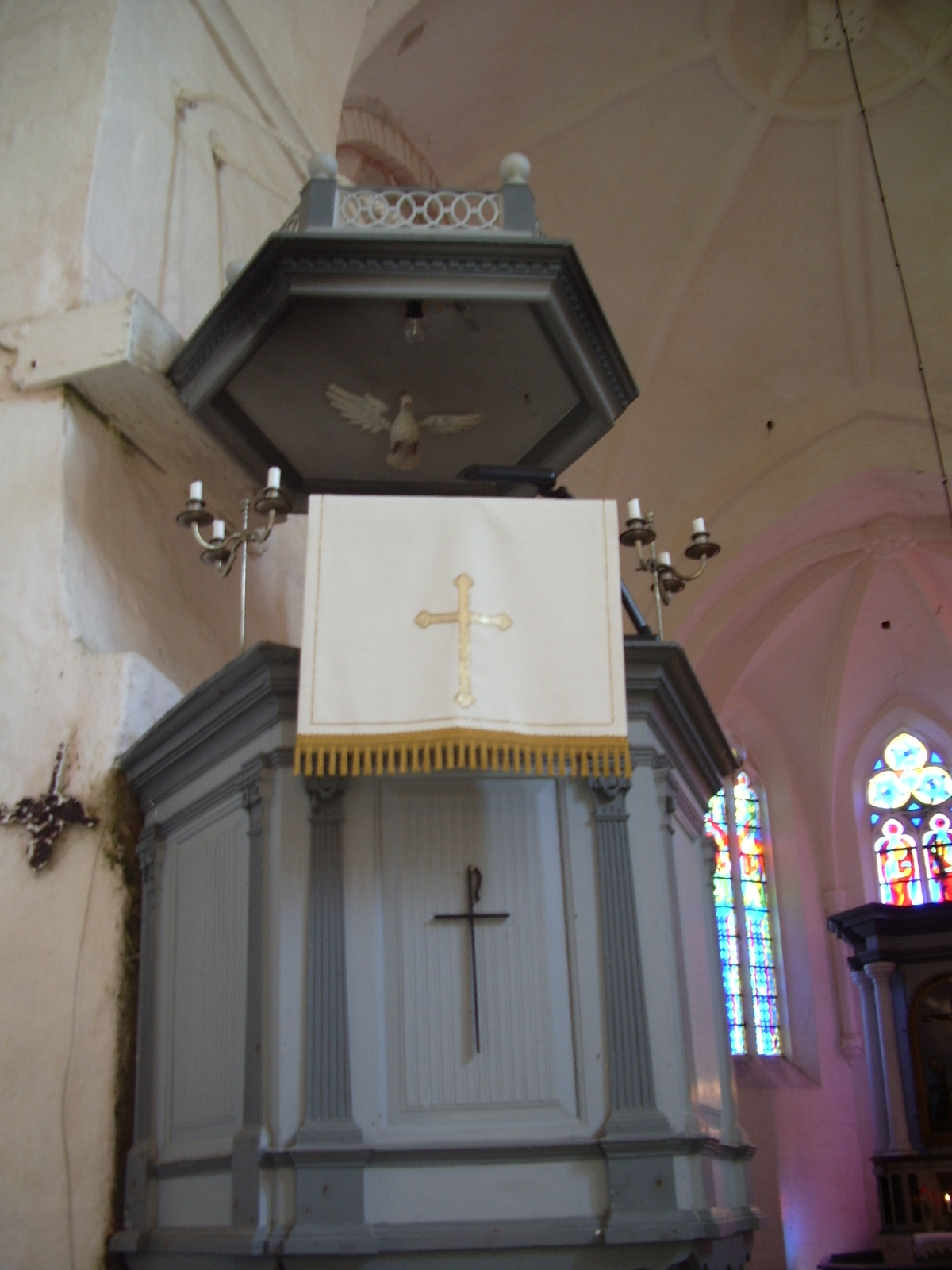
Chaire.

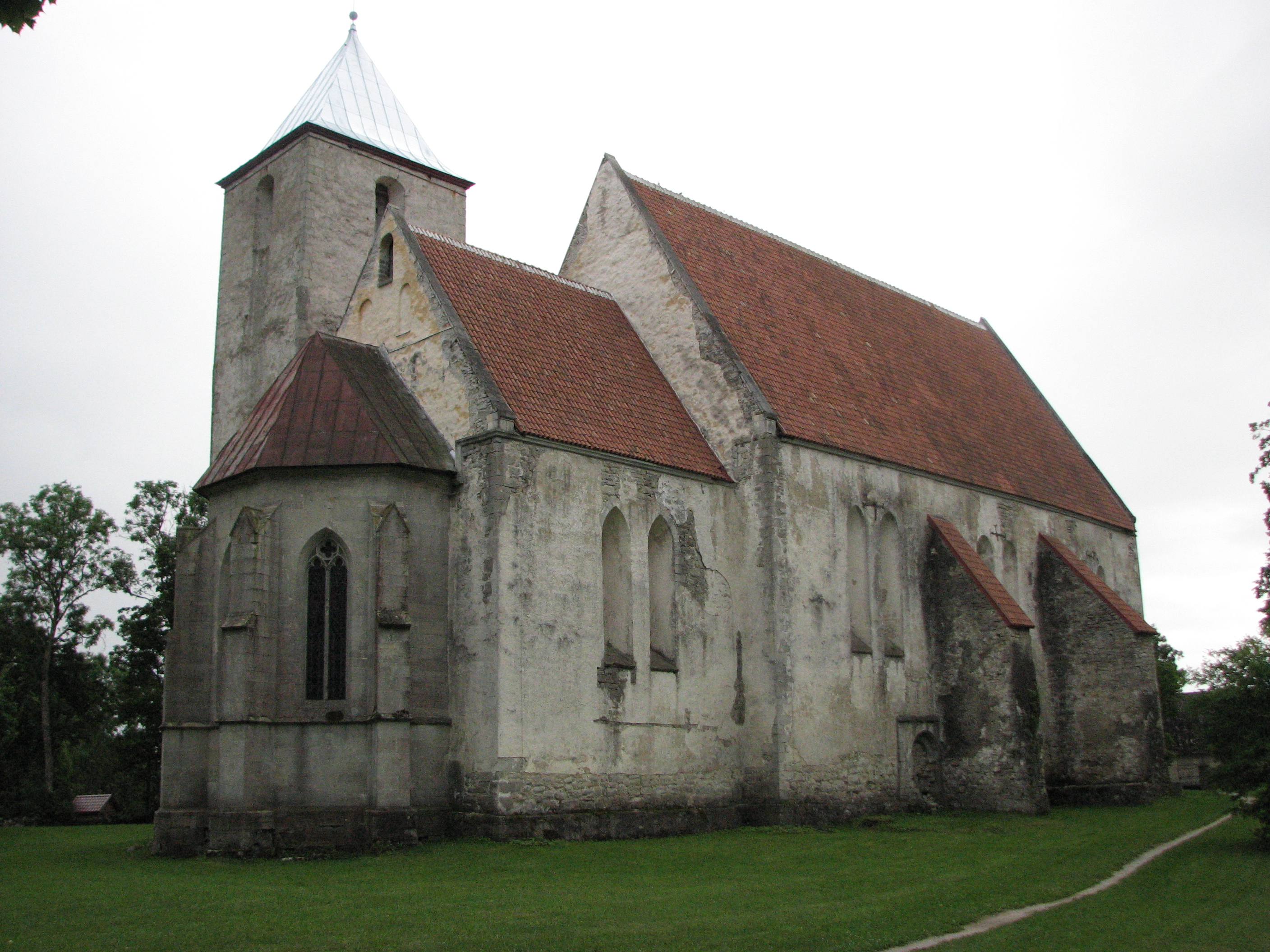
Vue du nord-est
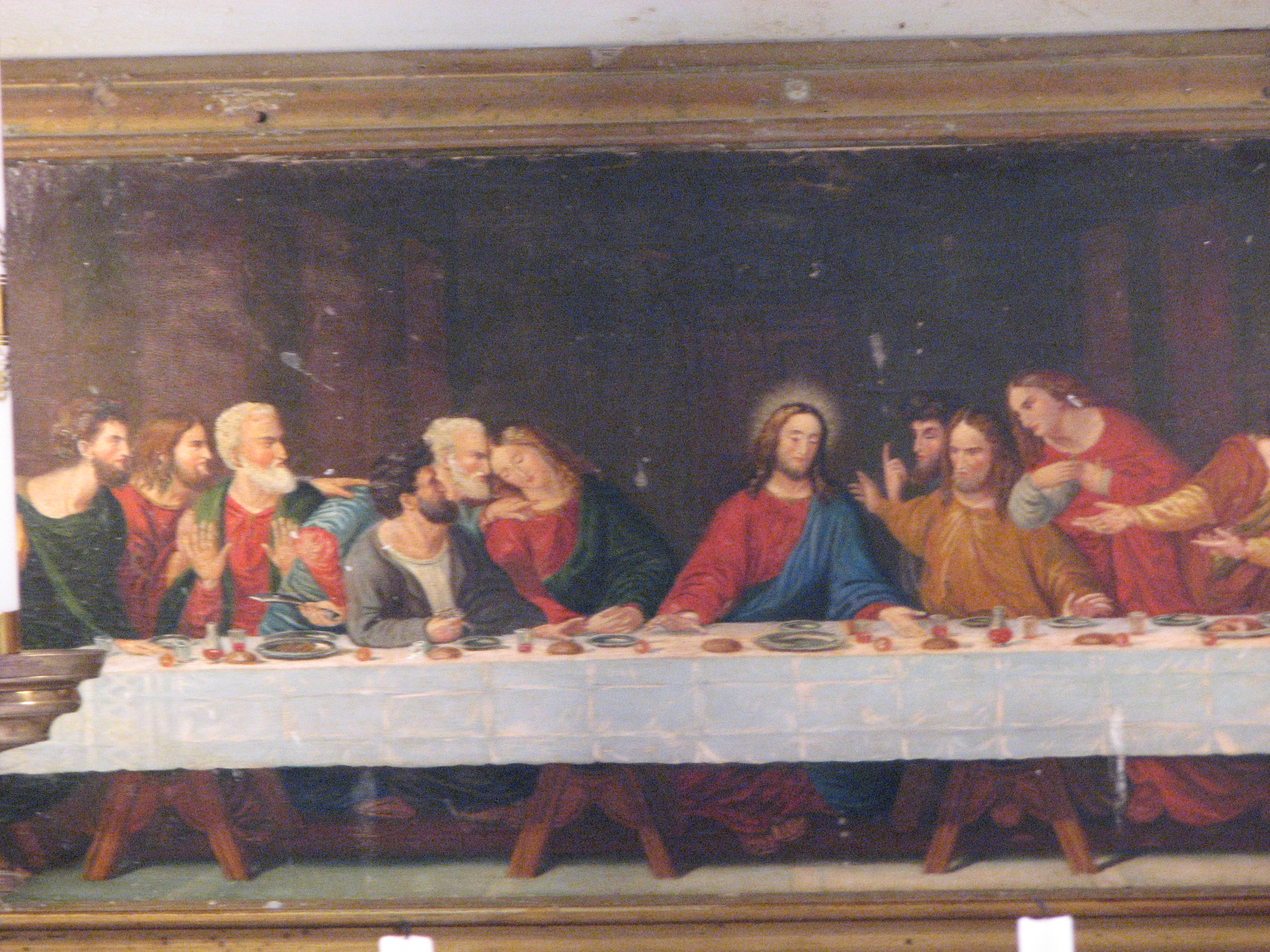
Peinture au pied de l'autel
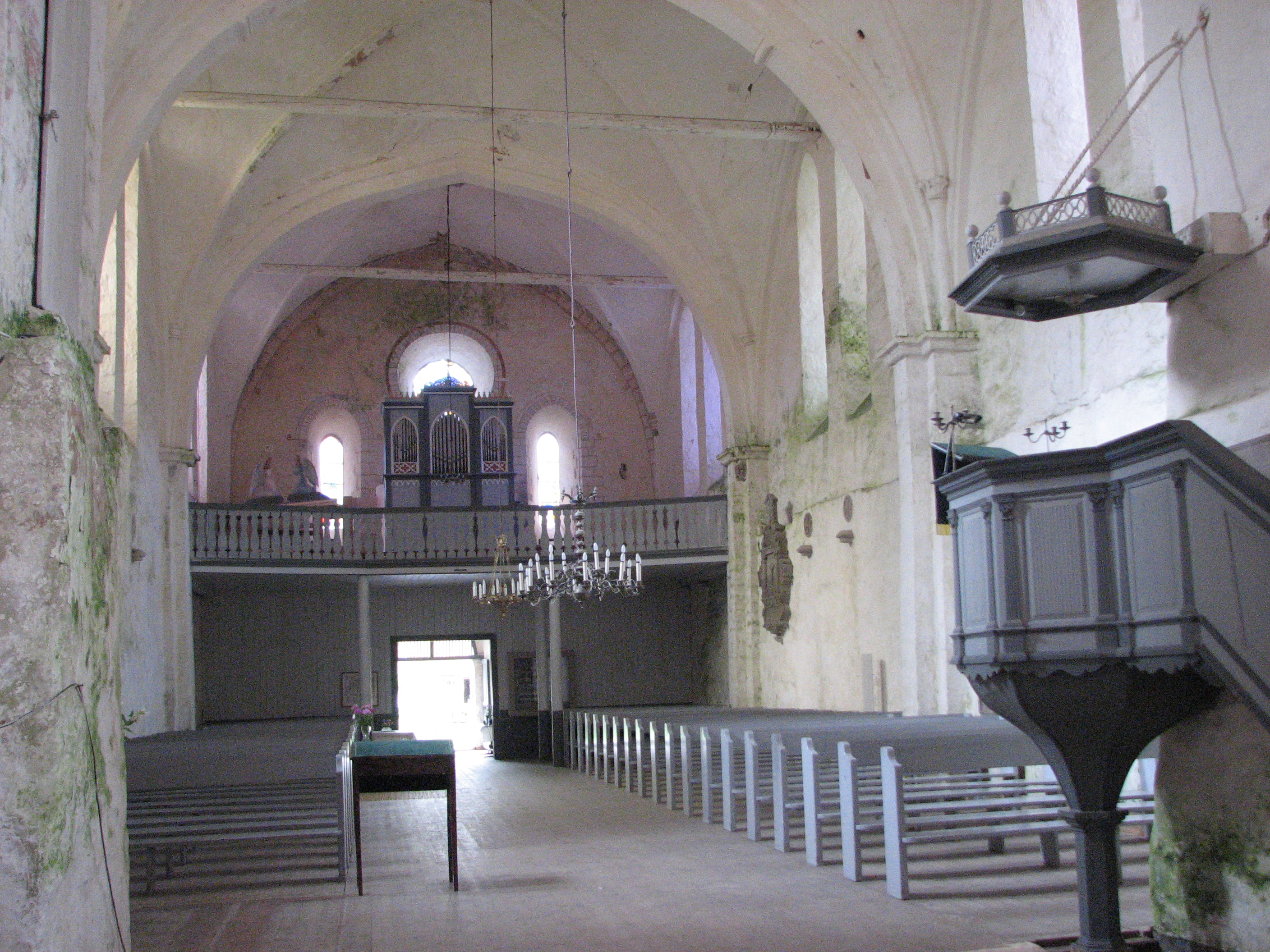
Vue vers le portail